# 百威

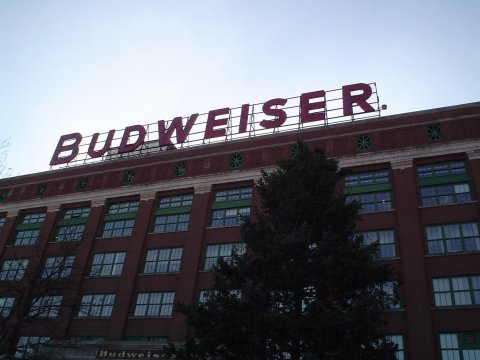
安海斯-布希在美國密苏里州圣路易斯 (密苏里州)的包裝中心

百威啤酒（Budweiser），簡稱百威，英文常簡稱為Bud，是美國安海斯-布希啤酒廠的啤酒品牌。
百威啤酒在1876年起開始釀製，其瓶裝啤酒的設計，自1876年至今轉變不大。
安海斯-布希的啤酒品牌在美國有約50%的市場佔有率。安海斯-布希于1994年7月买下中德合资的中德啤酒公司，准备生产百威啤酒，1995年在中國湖北武汉開設釀酒廠，2005年共生產340萬桶啤酒。百威啤酒是2002年及2006年世界盃足球賽的贊助商；2013年百威收购亚洲啤酒在河南省卫辉市唐庄镇建立新的百万吨生产基地。

## 风格特点

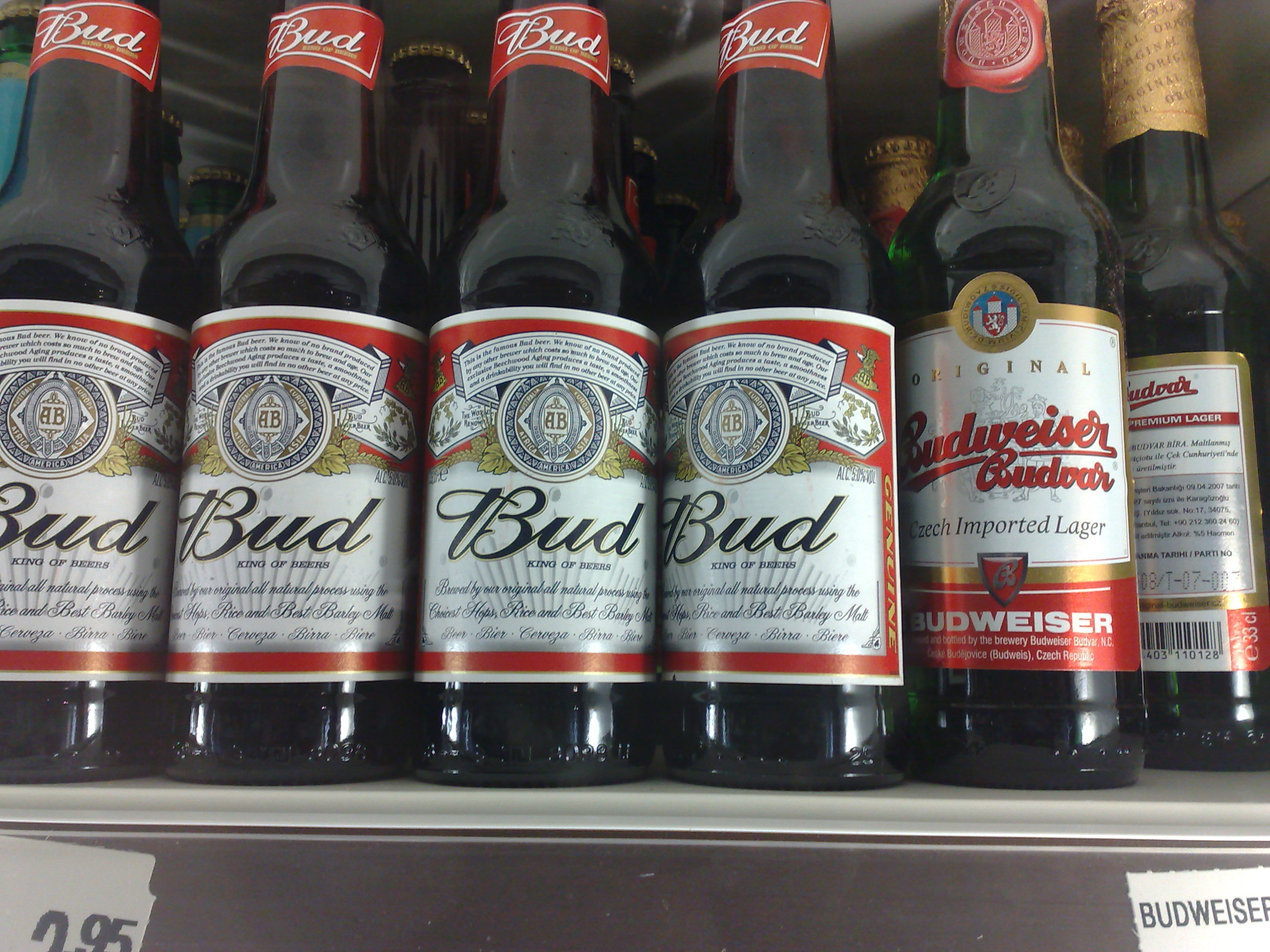
瓶裝百威

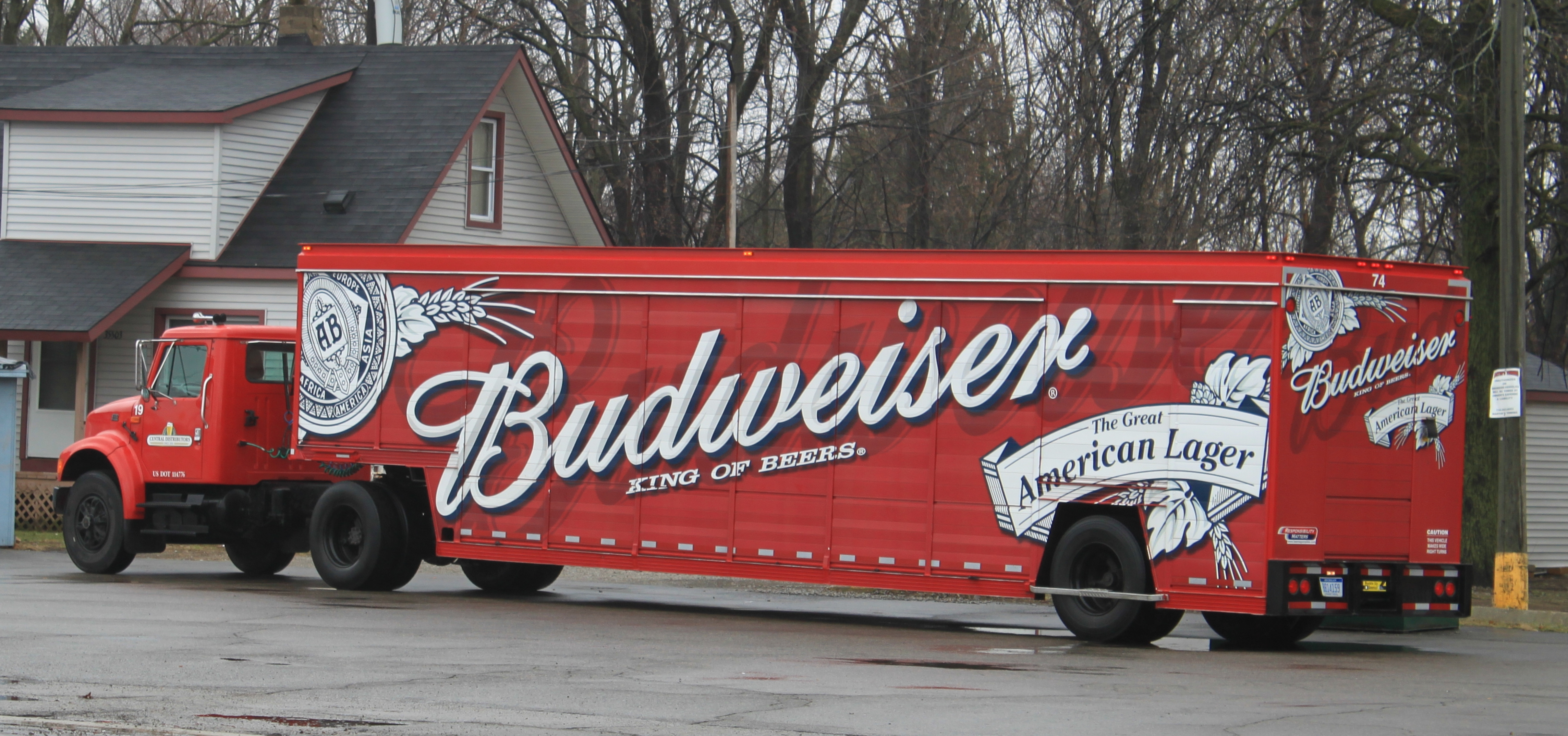
百威物流卡車

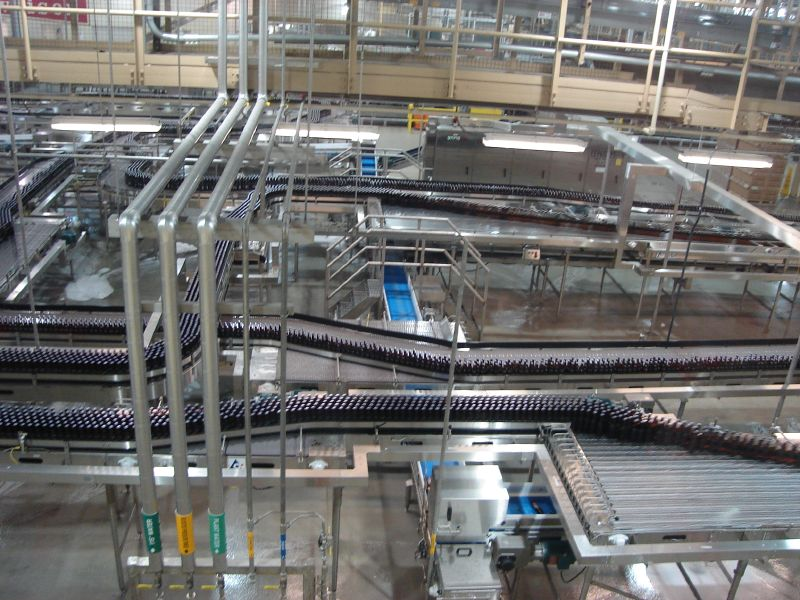
自動生產線

百威是一種淡啤酒(pale lager)，属于拉格啤酒的一种，也是美国拉格的代表。口味清淡，苦度大约为10个IBU，二氧化碳含量为大约3－4个体积。酒精度大约在3.6%－4.6%。
由于美国本地产的大麦含蛋白质量太高，不宜直接用于酿造啤酒。百威使用玉米淀粉来稀释麦芽内的蛋白，这样保证不损失糖度，也降低蛋白含量。后来因为战争配给制，转而使用美国人较少食用的米，作為大麥的稀释品。
无论淀粉还是大米都不是啤酒应该使用的原料，因此这些成份為百威惹來一些爭議。一般认为加入了大米和淀粉等成份為啤酒减低了原料成本，同时也大大地损失了啤酒应有的味道。（例如，百威只能生产淡色啤酒因为大麦的浓度太低。）其他观点认为百威由于采用了新的原料，创立了一款新的啤酒种类，一般被称作为美国拉格。百威在美國及世界多個地區的釀酒廠釀製。

## 品牌之争
百威商标（Budweiser），起源自捷克布傑約維采，當地生產的啤酒被稱為Budweiser（加er表示来自某地区）。1876年，安海斯-布希創辦人之一的阿道夫斯·布希到訪當地，其後他決定在美國創業，在當地釀製「波希米亞風格」的啤酒。自此百威就與布傑約維采本地的Budweiser Budvar啤酒廠爭議不斷。像其他生产酒类地区的人民一样，捷克人民认为只有来自布傑約維采地区的啤酒才能被称为Budweiser。两个国家的啤酒生产厂为此打了近一百年的官司。1990年代，欧盟法官认为捷克Budweiser没有侵犯百威的商标，因为两种啤酒的口味截然不同，不会被消费者混淆。
此外，由於這一爭議，美國百威啤酒在歐洲大部分國家都以 Bud 的名稱發售，而布德瓦啤酒在巴西、加拿大、墨西哥、巴拿馬、秘魯、菲律賓及美國等地以 Czechvar 的名稱發售。

## 百威品牌
安海斯-布希釀製的啤酒品牌包括：
- 百威家族
  - 百威 (Budweiser)
  - Budweiser Select
  - Bud Light (1982年開始)
  - Bud Dry
  - Bud Ice
  - Bud Ice Light
- Michelob家族
  - Michelob
  - Michelob Light
  - Michelob Ultra
  - Michelob Ultra Amber
  - Michelob Honey Lager
  - Michelob AmberBock
  - Michelob Golden Draft
  - Michelob Golden Draft Light
- Busch家族
  - Busch
  - Busch Light
  - Busch Ice
- Natural家族
  - Natural Light
  - Natural Ice
  - Natural Plus
- 特別種類啤酒
  - B^E
  - Bare Knuckle Stout
  - Anheuser World Lager
  - ZiegenBock
  - ZiegenLight
- 無酒精
  - O'Doul's
  - O'Doul's Amber
  - Busch NA

目前在中国运作的品牌有：
- 百威 (Budweiser)
- 百威劲爽 (Budweiser Ultra)
- 百威冰啤 (Bud Ice)

## 趣闻
《辛普森一家》中的達夫啤酒（Duff Beer）被很多人认为是影射百威啤酒。

## 外部連結
- 百威啤酒官方網站 （页面存档备份，存于）
- 安海斯-布希官方網站 （页面存档备份，存于）
- 安海斯-布希年報 （页面存档备份，存于）
- 百威啤酒 globrand.com
- 百威啤酒台灣官方網站